# Chullo

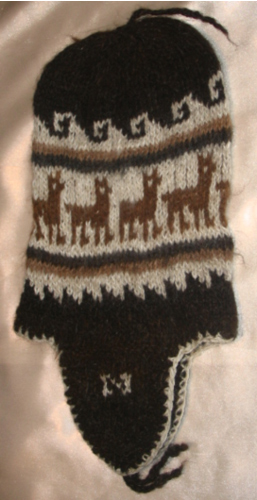
Chullo met een alpaca-patroon

Een chullo, in de volksmond ook wel flapmuts genoemd is een wollen muts die van origine uit de Andes komt. De muts heeft twee grote oorflappen met touwtjes en bevat vaak een pompon op de top.
Het woord chullo komt uit het Aymara en de wol werd traditioneel vervaardigd van de vicuña, lama of alpaca. Chullo's zijn in vele kleuren en patronen verkrijgbaar, zowel traditioneel als modern.